# Renouveau gaélique

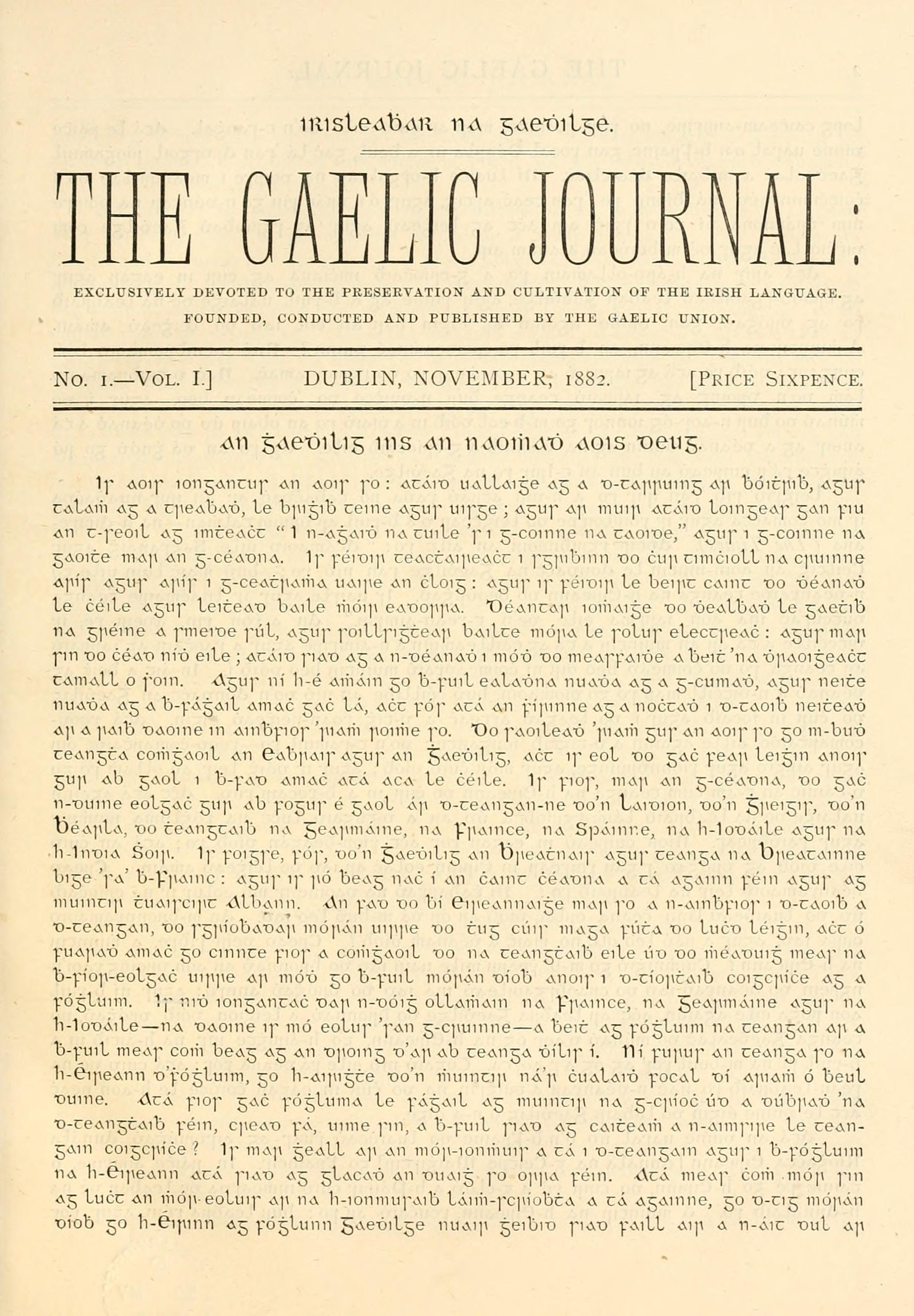
Le Gaelic Journal (« Journal gaélique »), journal voué à la préservation et au développement de la langue irlandaise.

Le renouveau gaélique (Gaelic revival en anglais, ou Athbheochan na Gaeilge  en irlandais, expression qui peut se traduire en français comme « renouveau » ou « renaissance de la langue irlandaise ») fut un mouvement de la fin du XIXe siècle qui cherchait à la fois à préserver la langue irlandaise (souvent connue à l’époque sous le nom de Gaelic) et à réaffirmer la place de la culture gaélique – y compris la musique, les sports, les arts et le folklore irlandais – au sein d'une société irlandaise que l'on croyait sur le point de perdre ce qui lui restait de son identité particulière. Expression du nationalisme romantique, le Gaelic revival peut être rattaché à d’autres mouvements qui existaient dans d’autres pays européens à la même époque.
Vers la fin du XIXe siècle, l'importance réelle de la langue irlandaise au sein de la société irlandaise avait déjà fortement diminué face à l'anglais, celui-ci étant devenu la langue principale dans la majeure partie de l’île alors que l'irlandais, langue traditionnelle du pays, ne se parlait plus guère hors de certaines régions rurales et dont la plupart étaient très isolées.
L’intérêt porté à la culture traditionnelle de l’Irlande gaélique était déjà évident dès le début du XIXe siècle, comme le prouvent la fondation de l’Ulster Gaelic Society (Société gaélique d’Ulster) en 1830, les travaux d’érudits comme John O'Donovan et Eugene O'Curry, et la fondation de l’Ossianic Society (Société ossianique). D’autres sociétés, fondées vers la fin du siècle, furent l’expression des inquiétudes ressenties par certaines parties pour la population quant à l’avenir de la langue irlandaise comme langue vivante. Tel fut le cas de la Society for the Preservation of the Irish Language (Société de la préservation de la langue irlandaise), par exemple, fondée en 1876, et de la Gaelic Union (Union gaélique), fondée en 1880. L’Union gaélique publiait le Gaelic Journal (Le Journal gaélique), qui fut le premier journal voué entièrement à la préservation et au développement de la langue irlandaise. Afin de soutenir les sports irlandais, l’Association athlétique gaélique fut fondée en 1884.
Fondée en 1893 par Eoin Mac Néill et d’autres partisans de la langue et de la culture gaéliques, la Ligue gaélique avait pour but d’encourager la pratique de l’irlandais au sein de la société irlandaise et de combattre l’anglicisation progressive du pays. Douglas Hyde, premier président de la Ligue gaélique, deviendrait par la suite le premier président de l'état moderne irlandais. La Ligue organisait des rencontres toutes les semaines où l’on discutait culture irlandaise, ainsi que des réunions où l’on se parlait en irlandais ; la Ligue éditait aussi un journal titré An Claidheamh Soluis (Le Glaive de la Lumière), bien qu’elle ne le fît paraître que sporadiquement. En sus de ses activités à visée culturelle, la Ligue agissait aussi sur le plan politique, réussissant par exemple à faire introduire l’étude de la langue irlandaise dans le programme scolaire. La Ligue connut un essor notable et l’on compta déjà plus de 400 branches dans les quatre ans qui suivirent sa fondation. Son succès nonobstant, la Ligue gaélique eut des relations parfois tendues avec d’autres sociétés et mouvements culturels de l’époque, dont le panceltisme et l’Irish Literary Revival (Renouveau littéraire irlandais). 
Parmi les écrivains de langue irlandaise les plus célèbres qui contribuèrent au Renouveau gaélique, l’on peut citer les noms de Peadar Ua Laoghaire, de Patrick Pearse et de Pádraic Ó Conaire.